# Немовля Бобі
Немовля Бобі (англ. Bob's Baby) — американська короткометражна кінокомедія 1913 року.

## Сюжет
Бобу, зазвичай відданому чоловікові, дружина каже, що лелека приніс їм подарунок; в перший раз, це виявляється, щеня; вдруге, його чекає більш традиційне потомство.

## У ролях
- Глен Вайт — Роберт Варінг
- Віолет Хорнер — місіс Роберт Варінг
- Ірен Воллес — прислуга
- Вільям Сорелл — дядько Бобі
- Луїз Мекін — тітка Бобі
- Джин Екер — кузина Бобі